# Müden, Cochem-Zell
Müden là một đô thị thuộc huyện Cochem-Zell, bang Rheinland-Pfalz, Đức. Đô thị này có diện tích 7,5 ki-lô-mét vuông.